# Braunschweig
Braunschweig (pronuncia in tedesco: [ˈbʁaʊ̯nʃvaɪ̯k] ; in basso tedesco Brunswiek, nella variante locale Bronswiek; in olandese Brunswijk; in inglese e francese: Brunswick, forma usata anche in italiano; in latino Brunsviga) è una città extracircondariale tedesca di 248 823 abitanti, situata nel Land della Bassa Sassonia. È la seconda città della regione dopo la capitale Hannover.
Fa parte della Regione metropolitana di Hannover-Braunschweig-Gottinga-Wolfsburg.

## Geografia fisica
Si trova a nord della catena montuosa dello Harz, sulle rive dell'Oker, fiume navigabile che consente di raggiungere il mare del Nord tramite i fiumi Aller e Weser. A nord di Braunschweig passa il Mittellandkanal, su cui Braunschweig ha un proprio porto fluviale.

## Storia

### Età antica
La frequentazione del territorio di Braunschweig è attestata già in antichità. Prove di una prima frequentazione risalgono già all'epoca del Bronzo, ma un primo insediamento è documentabile solo a partire dall'800 ad opera dei Sassoni.

### Medioevo
La prima menzione di Braunschweig si ha nelle cronaca in rima di Braunschweig, che fanno risalire la fondazione della città a circa l'861, quando si ricorda la costituzione di un villaggio sul fiume Oker ad opera del conte Bruno, figlio di Liudolfo duca di Sassonia, da cui il nome latino Brunsviga = vicus (villaggio) di Bruno.
Fino al XIII secolo Braunschweig fu governata dalla nobile famiglia sassone dei Brunonidi, poi, per via matrimoniale, passò alla casata dei Welfen. Nel 1142 Enrico il Leone, della casa di Welfen, divenne Duca di Sassonia e fece di Braunschweig la capitale del suo stato (che, a partire dal 1156, avrebbe incluso anche il Ducato di Baviera). Trasformò il castello di Dankwarderode, residenza dei conti di Braunschweig, nel proprio Kaiserpfalz e sviluppò la città per rappresentare la sua autorità. Sotto il regno di Enrico fu costruito il duomo di San Biagio ed egli eresse anche la statua di un leone, suo animale araldico, davanti al castello. Il leone divenne quindi il segno distintivo della città.
Enrico il Leone divenne così potente che osò rifiutare l'aiuto militare dell'imperatore Federico I Barbarossa, il che portò alla sua espulsione nel 1182. Enrico andò in esilio in Inghilterra. In precedenza aveva stabilito legami con la corona inglese nel 1168, attraverso il matrimonio con la figlia del re Enrico II d'Inghilterra, Matilde, sorella del re Riccardo Cuor di Leone. Tuttavia, suo figlio Ottone IV, che avrebbe riacquistato influenza e sarebbe stato incoronato imperatore del Sacro Romano Impero, continuò a promuovere lo sviluppo della città.
Braunschweig si affermò nel Medioevo come importante centro commerciale nazionale ed internazionale, infatti, fra il 1259 e il 1490 la città divenne membro della Lega Anseatica.

### Epoca moderna
Nel 1600 Braunschweig era la settima città più grande della Germania. Sebbene formalmente fosse una delle residenze dei governanti del Ducato di Brunswick-Lüneburg, Braunschweig fu di fatto governata in modo indipendente da una potente classe di patrizi e corporazioni per gran parte del tardo Medioevo e del primo periodo moderno. A causa del crescente potere della borghesia medievale di Braunschweig, i principi di Brunswick-Wolfenbüttel, che governavano una delle suddivisioni di Brunswick-Lüneburg, nel 1432 trasferirono la loro residenza fuori dalla città nella vicina Wolfenbüttel. I principi di Brunswick-Wolfenbüttel ripresero il controllo della città solo alla fine del XVII secolo, quando il duca Rodolfo Augusto di Brunswick-Wolfenbüttel prese d'assedio la città.
Nel XVIII secolo Braunschweig non era solo un centro politico, ma anche culturale. Influenzati dalla filosofia illuminista, duchi come Antonio Ulrico e Carlo I divennero mecenati delle arti e delle scienze. Nel 1745 Carlo I fondò il Collegium Carolinum, il predecessore dell'Università Tecnica di Brauschweig, e nel 1753 trasferì la residenza ducale a Braunschweig. In questo modo attirò alla sua corte e alla città poeti e pensatori come Lessing, Leisewitz e Jakob Mauvillon. L'Emilia Galotti di Lessing e il Faust di Goethe furono rappresentati per la prima volta a Braunschweig.
Il ducato, sotto la famiglia dei Welfen, si mantenne indipendente ed autonomo fino al 1918, quando venne sciolto ed inglobato nella neonata repubblica tedesca.
Durante la seconda guerra mondiale, Braunschweig fu sede del Quartier Generale subregionale (Untergebiet Hauptquartier) del Distretto Militare (Wehrkreis) XI. Inoltre era sede della 31ª Divisione di Fanteria che prese parte alle varie fasi di invasione nazifasciste della Polonia, della Francia e della Russia. Il 15 ottobre 1944 la città fu l'obiettivo di un attacco aereo anglo-americano. Dal raid aereo ne scaturì un devastante incendio che distrusse la maggior parte del centro storico.
Dopo la guerra, Braunschweig cessò di essere la capitale quando lo Stato libero di Brunswick fu sciolto dalle autorità di occupazione alleate (la maggior parte dei suoi territori fu incorporata nel nuovo Stato della Bassa Sassonia). La cattedrale fu riportata alla sua funzione di chiesa protestante. La ricostruzione della città fu progettata per modernizzarla e renderla orientata all'automobile. Una piccola parte dell'Altstadt è sopravvissuta ai bombardamenti ed è ancora molto caratteristica.
Il 28 febbraio 1974, nell'ambito di una riforma dei distretti della Bassa Sassonia, il distretto rurale di Brunschweig, che circondava la città, fu sciolto. La maggior parte dell'ex distretto fu incorporata nella città di Brunschweig, aumentando la sua popolazione di circa 52.000 abitanti.
Negli anni Novanta si moltiplicarono gli sforzi per ricostruire gli edifici storici distrutti dal bombardamento aereo. Edifici come l'Alte Waage (costruito originariamente nel 1534) e il Palazzo ducale di Braunschweig sono ora di nuovo in piedi nel loro splendore prebellico.

### Simboli
Lo stemma riprende il leone del casato di Welfen, e in particolare di Enrico il Leone, del XII secolo. 
Il primo sigillo cittadino è documento sull'atto di fondazione della corporazione degli orafi del 1231, su cui era impresso un leone all'interno di un castello con l'iscrizione "SIGILLVM BVRGENSIVM IN BRVNESVVIC". I colori sono descritti per la prima volta in un manoscritto del 1366 e sono quelli della Lega anseatica di cui Braunschweig faceva parte. Lo stemma fu concesso ufficialmente nel 1438 dal re Alberto II d'Asburgo. 
Lo stemma nella forma odierna è stato disegnato nel 1954 dal grafico svizzero Hermann Eidenbenz.

## Monumenti e luoghi d'interesse

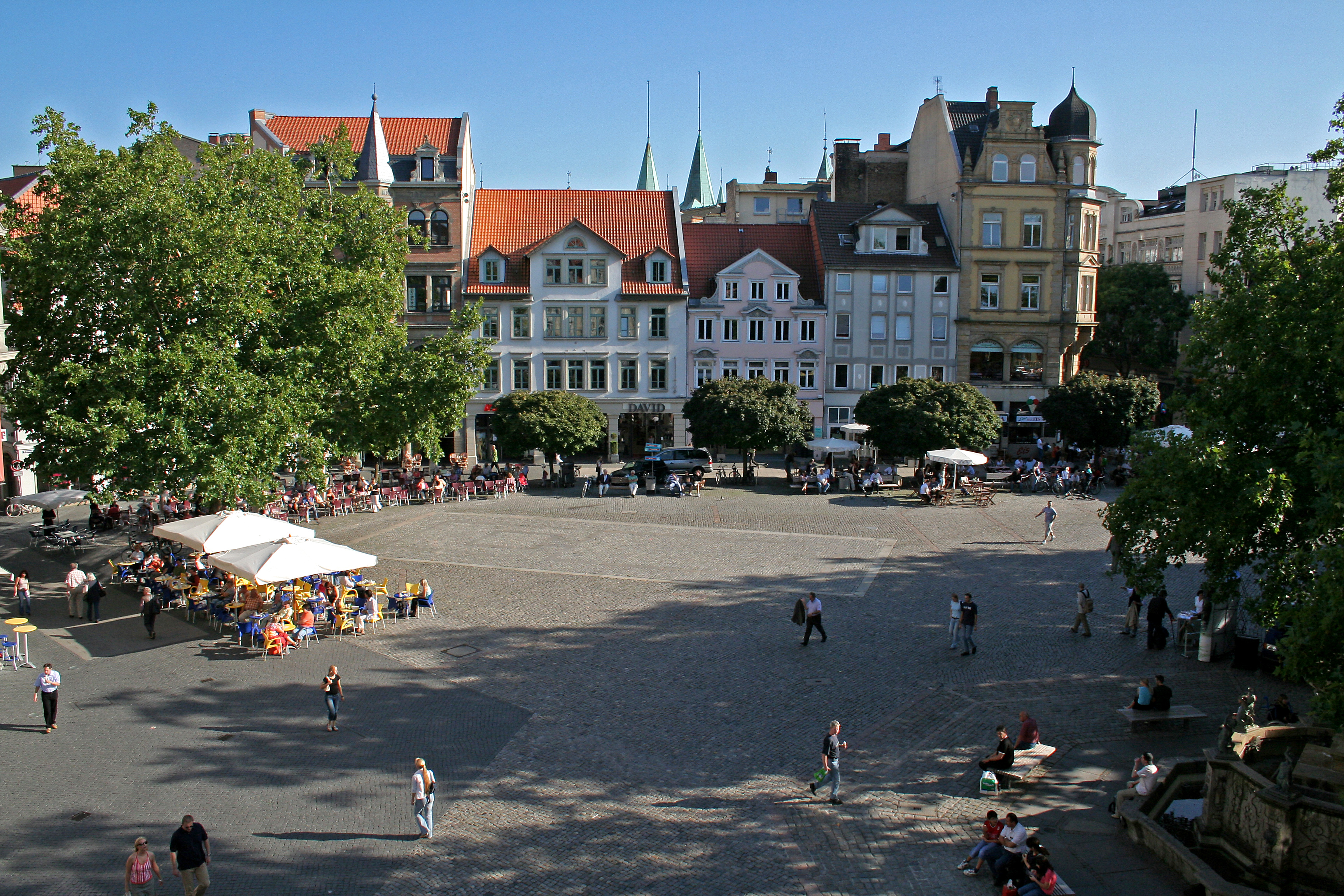
La piazza di Kohlmarkt

Il centro storico, che ha subito gravi danni durante i bombardamenti della seconda guerra mondiale, è stato in parte ricostruito; presenta tuttora edifici interessanti sotto il profilo storico e artistico.

### Architetture civili
- La Burgplatz (Piazza del castello), su cui si affaccia un insieme di edifici di grande importanza storica e culturale: la chiesa San Biagio, ovvero il duomo della città, costruita alla fine del XII secolo, il Castello di Dankwarderode, ricostruzione del XIX secolo di un castello più antico costruito da Enrico il Leone, il Municipio neogotico, costruito tra il 1893 e il 1900, e alcune case a graticcio, come la Gildehaus, oggi sede della Associazione degli artigiani. Nel centro della piazza c'è una copia della statua del Leone di Braunschweig, una statua romanica fusa in bronzo nel 1166. La scultura originale è all'interno del museo del castello di Dankwarderode. Oggi il leone è divenuto simbolo della città.
- L'Altstadtmarkt (Mercato della città vecchia), intorno alla quale vi sono il municipio della città vecchia, costruito tra il XIII e il XV secolo in stile gotico, la Chiesa di San Martino (Martinikirche) del 1195, e importanti edifici storici tra cui la Gewandhaus (anticamente sede della gilda dei venditori di tessuti, costruita prima del 1268) e la Stechinelli-Haus (La casa di Stechinelli, costruita nel 1690 dal nobile italiano Francesco Maria Capellini, detto Stechinelli) e una fontana del 1408.
- Il Kohlmarkt (Mercato del carbone), una piazza con molti edifici storici e una fontana del 1869.
- L'Hagenmarkt (Mercato Hagen), con la Chiesa di Santa Caterina (Katharinenkirche) del XIII secolo e la Heinrichsbrunnen (fontana di Enrico il Leone) del 1874.
- Il palazzo ducale di Braunschweig fu bombardato durante la seconda guerra mondiale e demolito nel 1960. La facciata fu ricostruita per ospitare il museo del palazzo e un centro commerciale, che ha aperto nel 2007.
- Il Palazzo Richmond, costruito tra il 1768 e il 1769, con un giardino all'inglese per la principessa Augusta.
- Il teatro statale, ricostruito nel XIX secolo al posto di uno dei più antichi teatri pubblici tedeschi fondato nel 1690 dal duca Antonio Ulrico.
- Il Magniviertel (Quartiere di San Magno), che mantiene l'architettura dell'antica Braunschweig, con strade a ciottoli, piccoli negozi e bar, sviluppato attorno alla Magnikirche (Chiesa di San Magno) del XIII secolo. Nel quartiere si trova la Happy Rizzi-Haus, palazzo per uffici progettato dall'artista James Rizzi per l'Expo 2000.
- Il cosiddetto Plessi-Bogen (Arco di Plessi) dello scultore italiano Fabrizio Plessi.

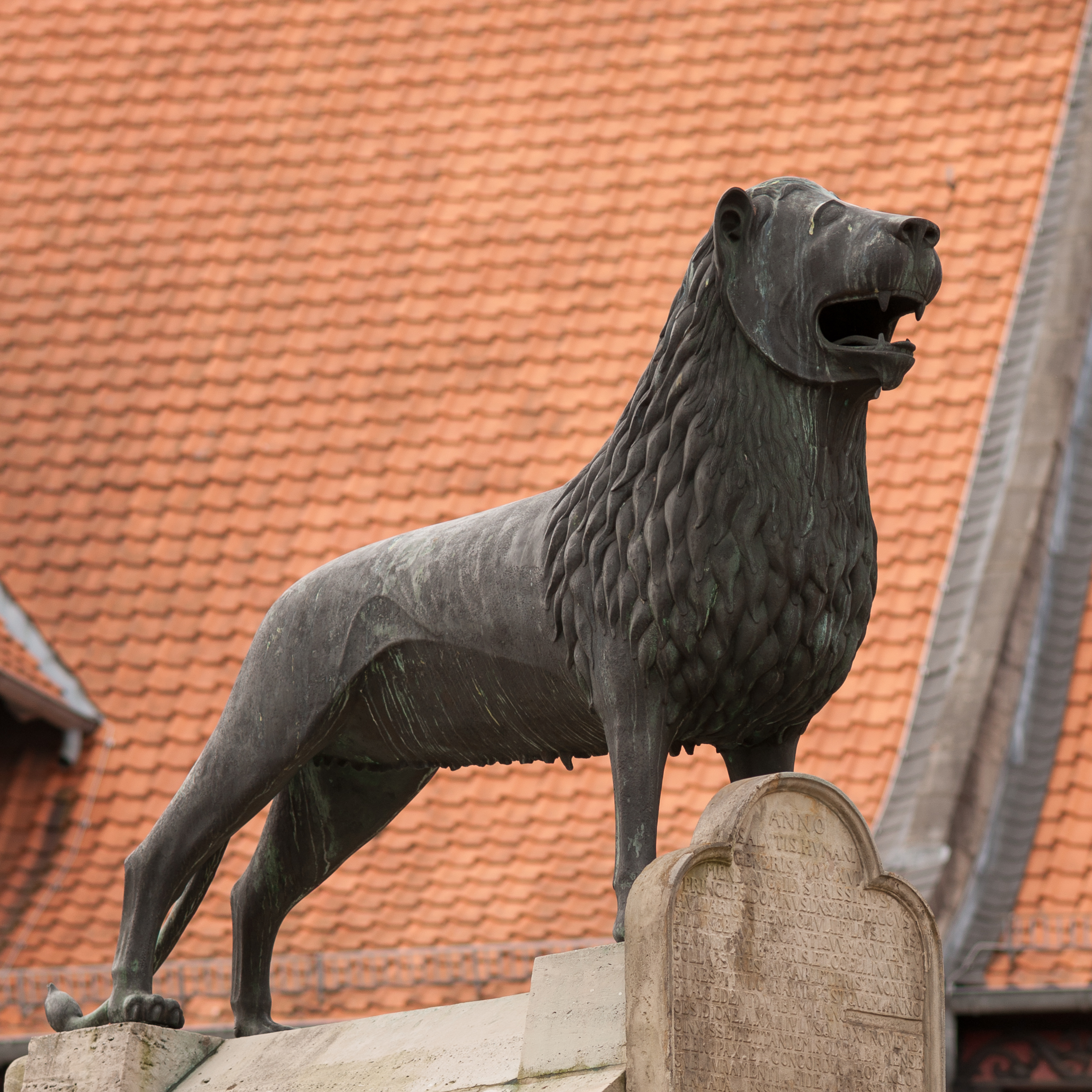
La statua del Leone di Braunschweig, simbolo della città

### Architetture religiose
- La chiesa di San Biagio, ovvero il duomo della città.
- La chiesa di San Martino (Martinikirche) del 1195.
- La chiesa di Sant'Andrea (Andreaskirche) in stile romanico e gotico, costruita principalmente tra il XIII e il XVI secolo con vetrate di Charles Crodel. Attorno alla chiesa vi sono la Liberei, antica biblioteca e l'edificio della pesa pubblica, l'Alte Waage.
- La gotica chiesa di Sant'Egidio (Aegidienkirche), costruita nel XIII secolo con il monastero adiacente che è oggi un museo.
- La chiesa di San Paolo nella zona residenziale orientale, in tedesco Östliches Ringgebiet.
- La Borgata di San Leonardo, quartiere moderno che riqualifica un'antica borgata sviluppatasi intorno ad una cappella dedicata al santo. Ad oggi, 2020, i lavori di riqualifica sono quasi terminati. Il nuovo quartiere si caratterizza come centro polifunzionale: abitativo, lavorativo e sedi di enti di istruzione.
- L'abbazia di Riddagshausen, ad est del centro storico.
- Sinagoga di Braunschweig

## Cultura

### Musei e gallerie

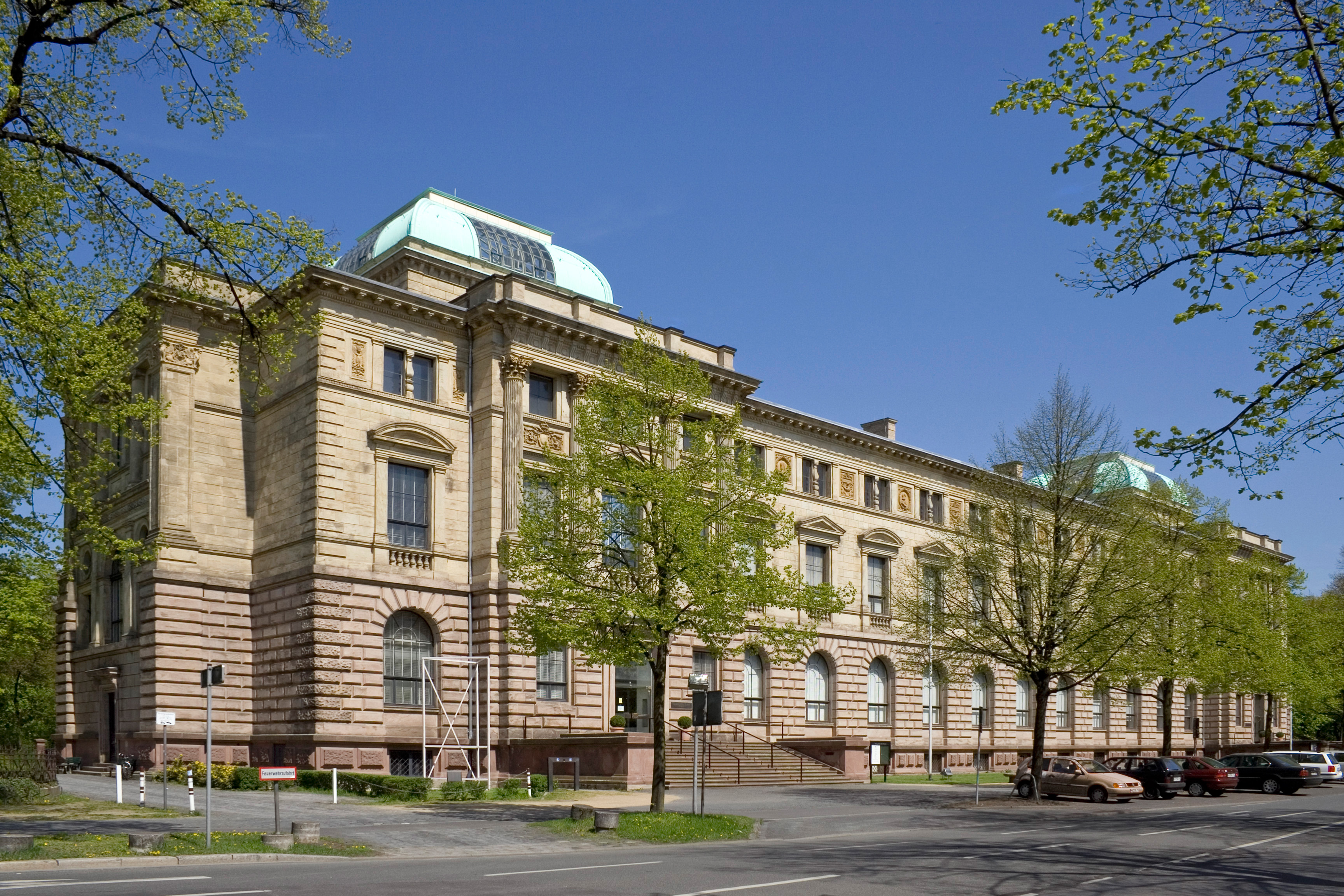
Herzog Anton Ulrich Museum

Braunschweig ha diversi musei con ricche collezioni artistiche e naturalistiche.
- Il museo più importante è l'Herzog Anton Ulrich-Museum, il più antico museo pubblico di Germania, che è stato fondato nel 1754. La collezione è composta da capolavori di arte occidentali, tra cui opere di Dürer, Cranach, Holbein, Van Dyck, Vermeer, Rubens, Rembrandt. A questa collezione nordeuropea si aggiungono le opere anche degli italiani Giorgione, Rosso Fiorentino e Veronese.
- Museo di storia naturale (Naturhistorisches Museum), fondato nel 1754.
- Braunschweigisches Landesmuseum, fondato nel 1891, ospita una collezione permanente che documenta la storia dell'area di Braunschweig.
- Städtisches Museum Braunschweig, fondato nel 1861, è un museo riguardante la storia della città.

Sono presenti anche altri musei, tra cui quello sulla fotografia (Museum für Photographie), il Museo Ebraico (Jüdisches Museum), il Museo per la tecnologia agricola Gut Steinhof e il Gerstäcker-Museum.

### Musica
Il Braunschweig Classix Festival era un annuale festival musicale. È il più grande promotore di musica classica nella regione e il festival di maggiore importanza in Bassa Sassonia.
Inoltre ha qui luogo la più importante competizione mondiale di b-boying (break dance), il Battle of the Year che riunisce ogni anno nella Volkswagenhalle migliaia di appassionati da tutto il mondo.

## Economia

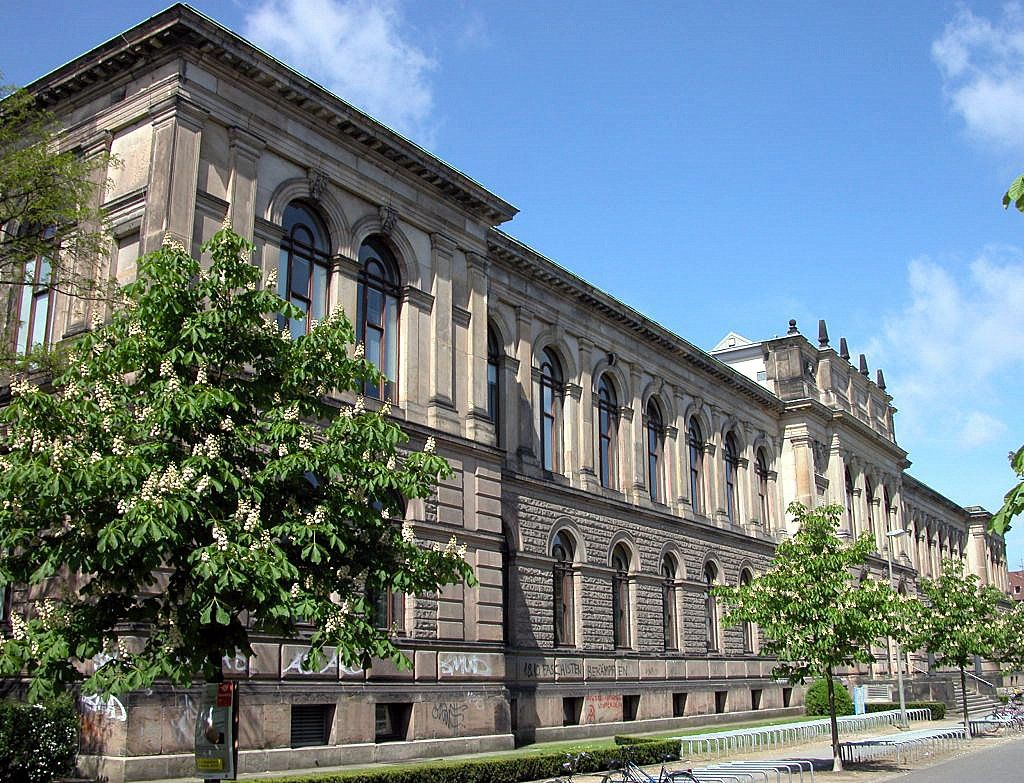
Università tecnica di Braunschweig

Braunschweig era ed è un'importante zona industriale. A fianco dell'industria automobilistica (Volkswagen) vi si trovano in particolare l'Università tecnica di Braunschweig (Technische Universität), gli enti federali per la metrologia (Physikalisch-Technische Bundesanstalt), per la ricerca agricola (Bundesforschungsanstalt für Landwirtschaft), per la biologia in agricoltura e foreste (Biologische Bundesanstalt für Land- und Forstwirtschaft), la società per la ricerca biotecnologica (Gesellschaft für Biotechnologische Forschung), per la ricerca aerospaziale (Deutsches Zentrum für Luft- und Raumfahrt) nonché altri importanti centri di ricerca e imprese (MAN SE, Siemens, Intel).
Inoltre la città si distingue per la presenza di tre aziende di strumenti musicali: la Wilhelm Schimmel Pianofortefabrik e la Grotrian-Steinweg producono pianoforti, mentre la Sandberg Guitars produce bassi elettrici e chitarre elettriche. A Braunschweig è presente una delle più antiche liuterie di violino dell'intera Germania, fondata nel 1844 dalla famiglia Rautmann.
A Braunschweig hanno inoltre sede la famosa catena di abbigliamento New Yorker e la casa editrice Vieweg.
La città fu sede storica anche di importanti aziende per la produzione di macchine per molini meccanici e per la lavorazione del grano e dei mangimi (MIAG).
Dall'8 aprile all'11 ottobre 1942 il sobborgo di Fallersleben, situato a nord-est della città, ospitò il campo di lavoro forzato Arbeitsdorf destinato alla produzione di automobili.

## Infrastrutture e trasporti

### Auto
Due maggiori autostrade servono Braunschweig, la A2 (Berlino—Hannover—Dortmund) e la A39 (Salzgitter—Wolfsburg). Le strade cittadine solo in generale ampie, dato che sono state costruite dopo la Seconda guerra mondiale per permettere l'uso delle auto.

### Treno

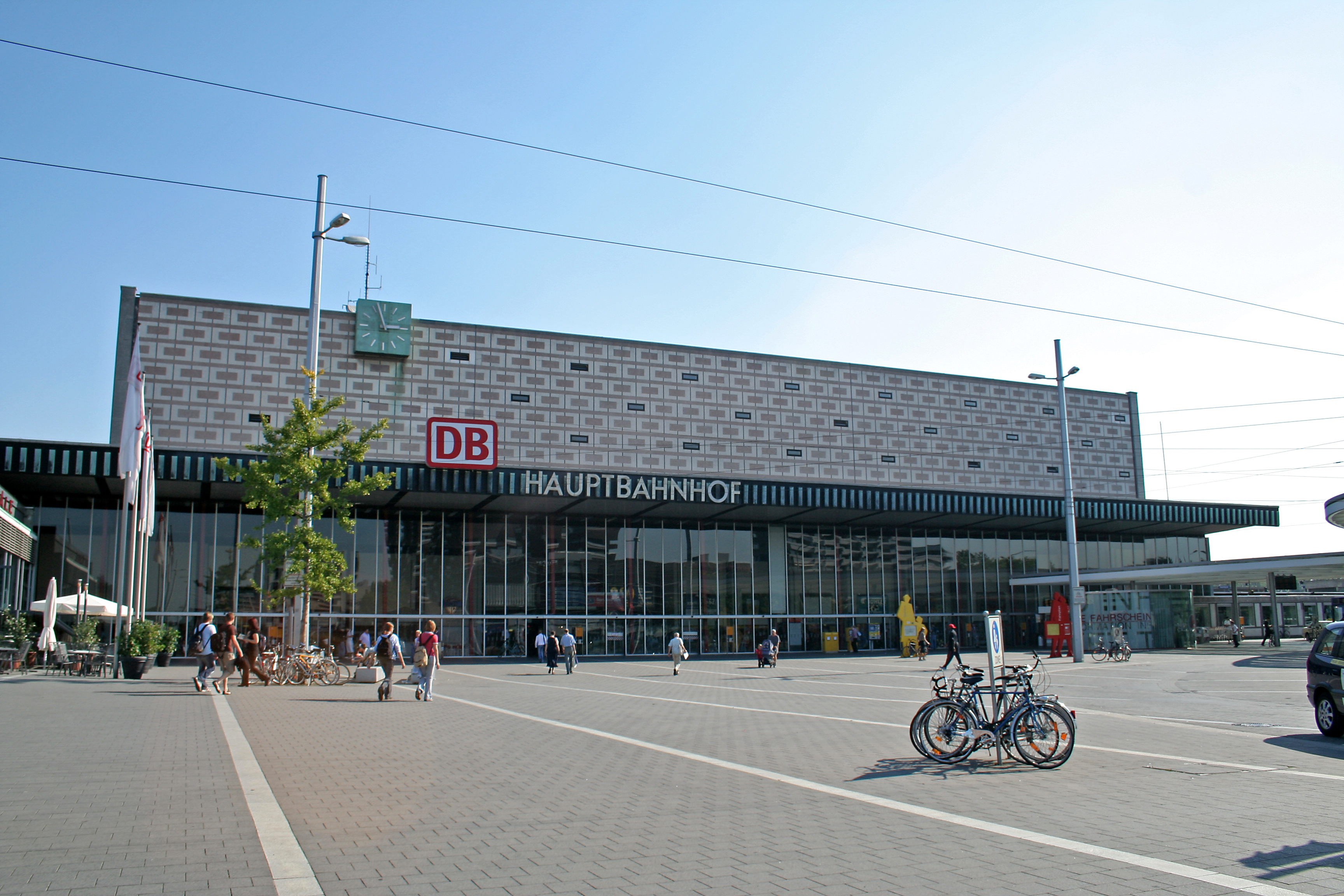
La Stazione Centrale di Braunschweig

Braunschweig si trova all'incrocio di due linee delle principali linee ferroviarie tedesche, la Francoforte-Berlino e la Dresda-Magdeburgo-Hannover-Brema. La Deutsche Bahn serve la città con treni locali, intercity e ICE, con frequenti fermate alla Braunschweig Hauptbahnhof e nella stazione secondaria di Gliesmarode.

### Tram e bus

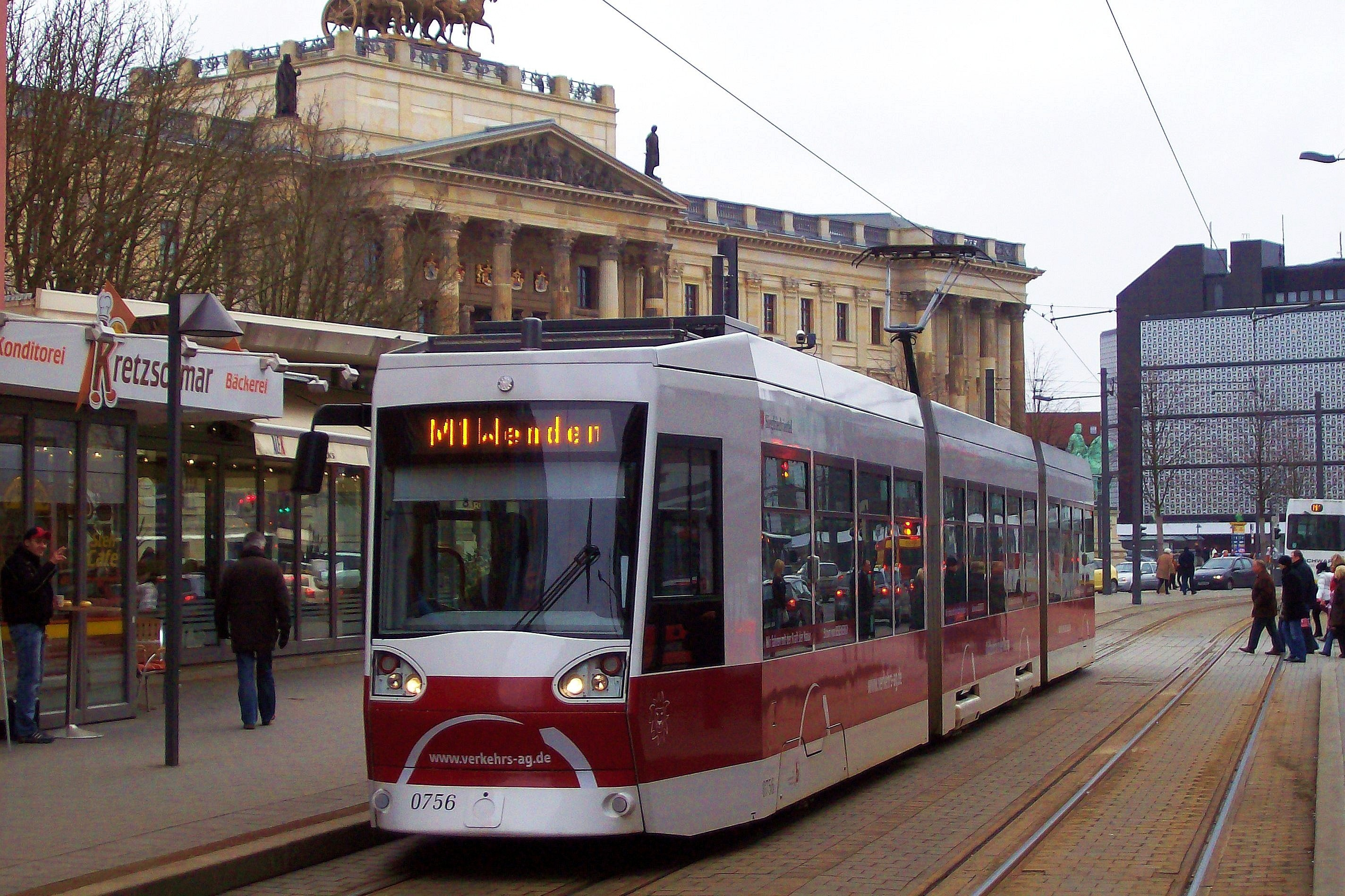
Tram a Braunschweig

A Braunschweig è presente una rete tranviaria composta di cinque linee. La società che gestisce il trasporto pubblico urbano è la Braunschweiger Verkehrs-AG.
Nella città ha sede la storica ditta Büssing, all'avanguardia nella produzione di pullman e autobus.

### Aeroporti
L'Aeroporto di Braunschweig (BWE / EDVE) si trova a nord della città (coordinate: 52°19′N 10°33′E). Non è servito da voli di linea, ma viene usato per voli charter turistici e per voli amatoriali, anche ultraleggeri.

### Bicicletta
L'uso delle biciclette è molto comune grazie alla presenza di piste ciclabili in tutta la città. Notevole è il Ringgleis, un percorso semicircolare che abbraccia il centro storico, ricavato dal percorso di una ferrovia merci dismessa. Lungo il percorso si trovano aree verdi, punti di ristoro, attrezzature sportive e tavole informative sulla storia della città.

## Sport
Sono presenti società sportive in diversi sport:
- L'Eintracht Braunschweig è la principale società calcistica locale. Fondata nel 1895, vinse il campionato tedesco nel 1967. Disputa le gare casalinghe all'Eintracht-Stadion. Molto sentita è la rivalità con la squadra della città vicina, Hannover.
- I New Yorker Lions sono la squadra di football americano. Ha al suo attivo 9 titoli nazionali e 3 Eurobowl (2 sotto EFAF e uno sotto BIG6).
- Nella pallacanestro la squadra principale è la New Yorker Phantoms, che milita in Bundesliga.
- Annualmente viene disputato anche un torneo di tennis, il Nord LB Open, che fa parte dell'ATP Challenger Tour.

## Galleria d'immagini

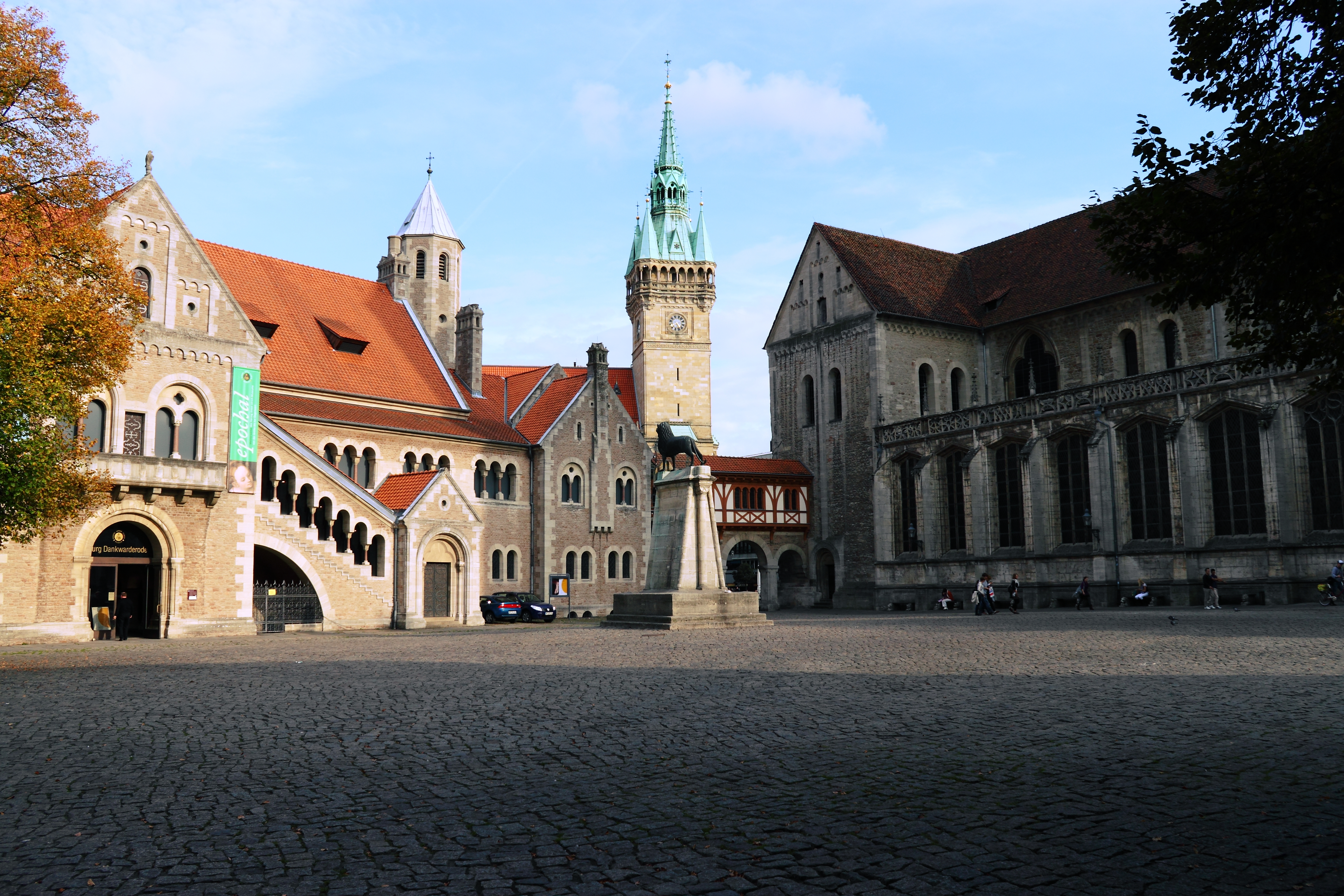
Burgplatz, con il castello di Dankwarderode, il Duomo, la statua del leone e il municipio.
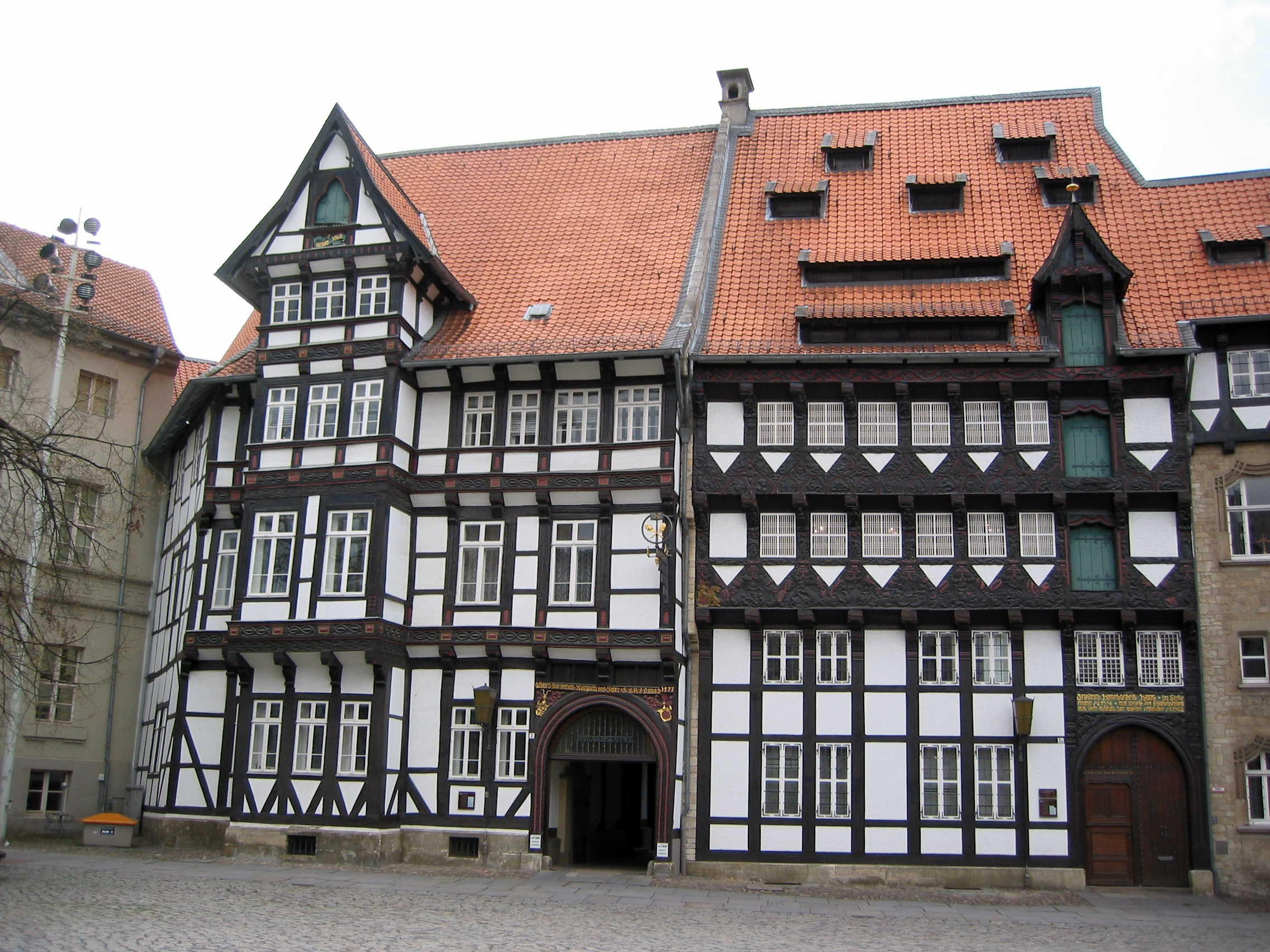
Veltheimsches Haus (sinistra) e Gildehaus (destra)
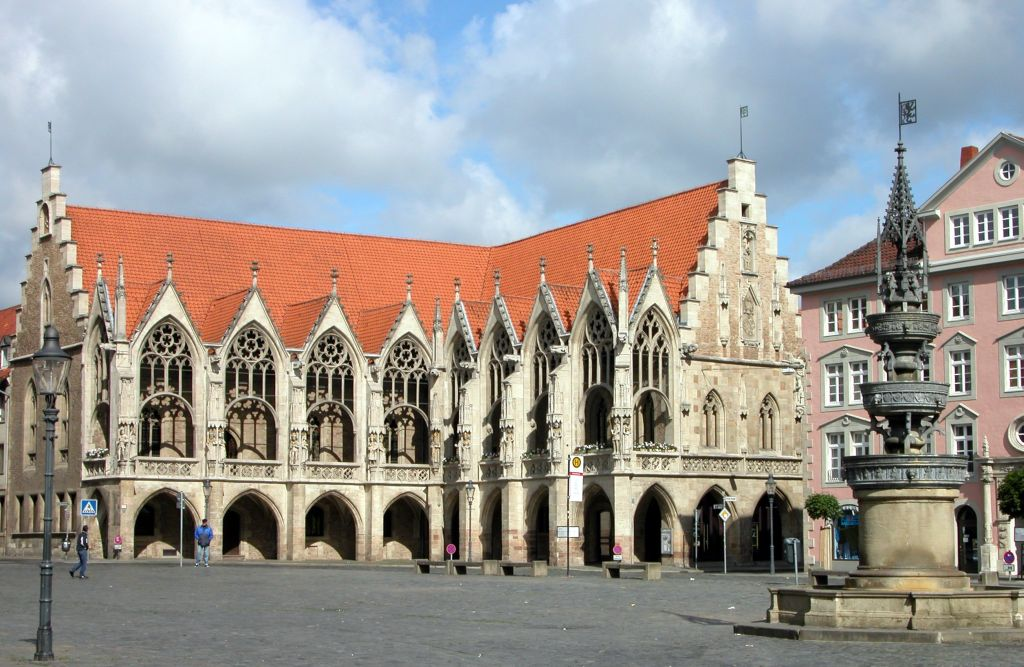
Altstadtmarkt, con l'antico municipio (sinistra), la fontana e la Stechinelli-Haus.
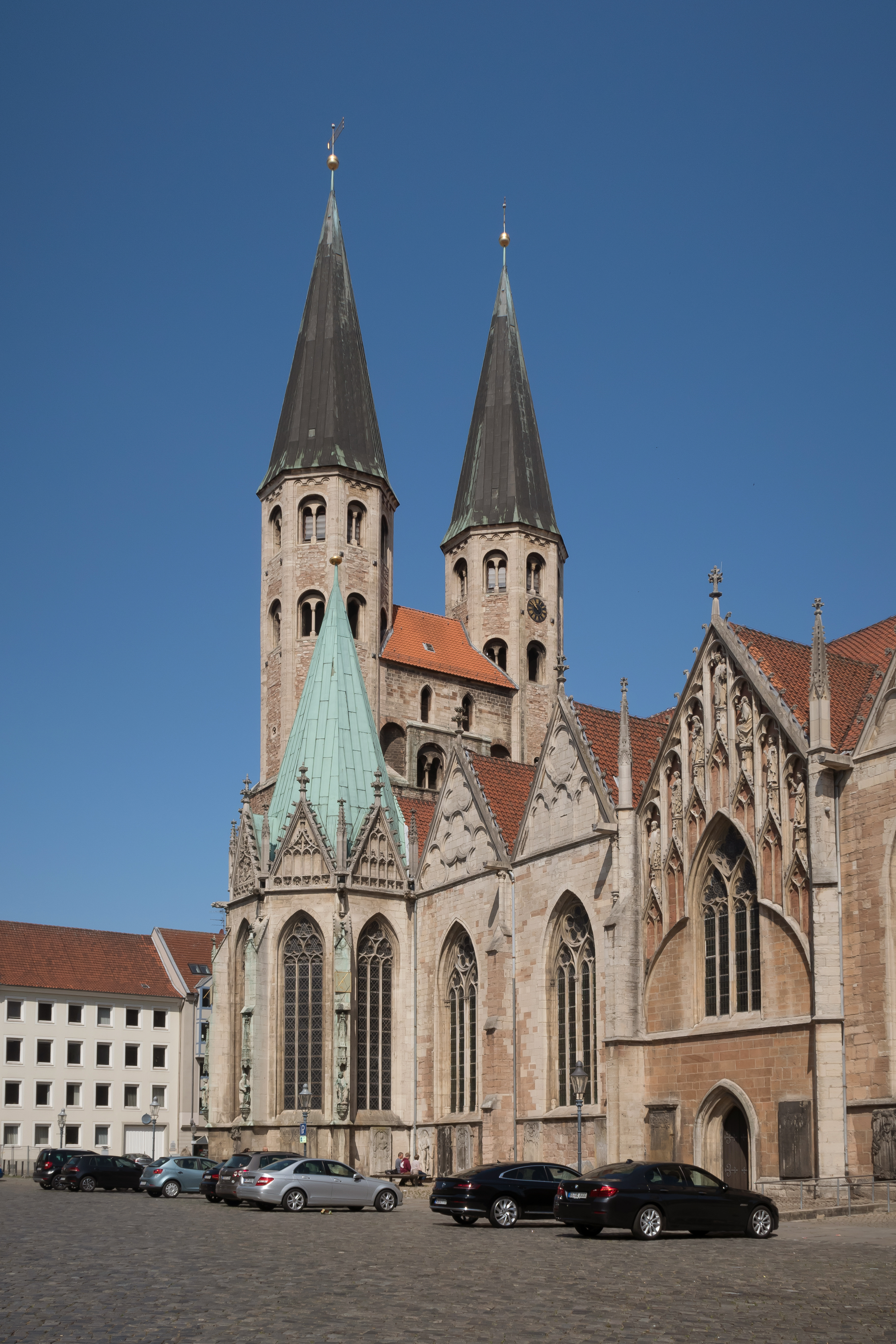
Chiesa di San Martino
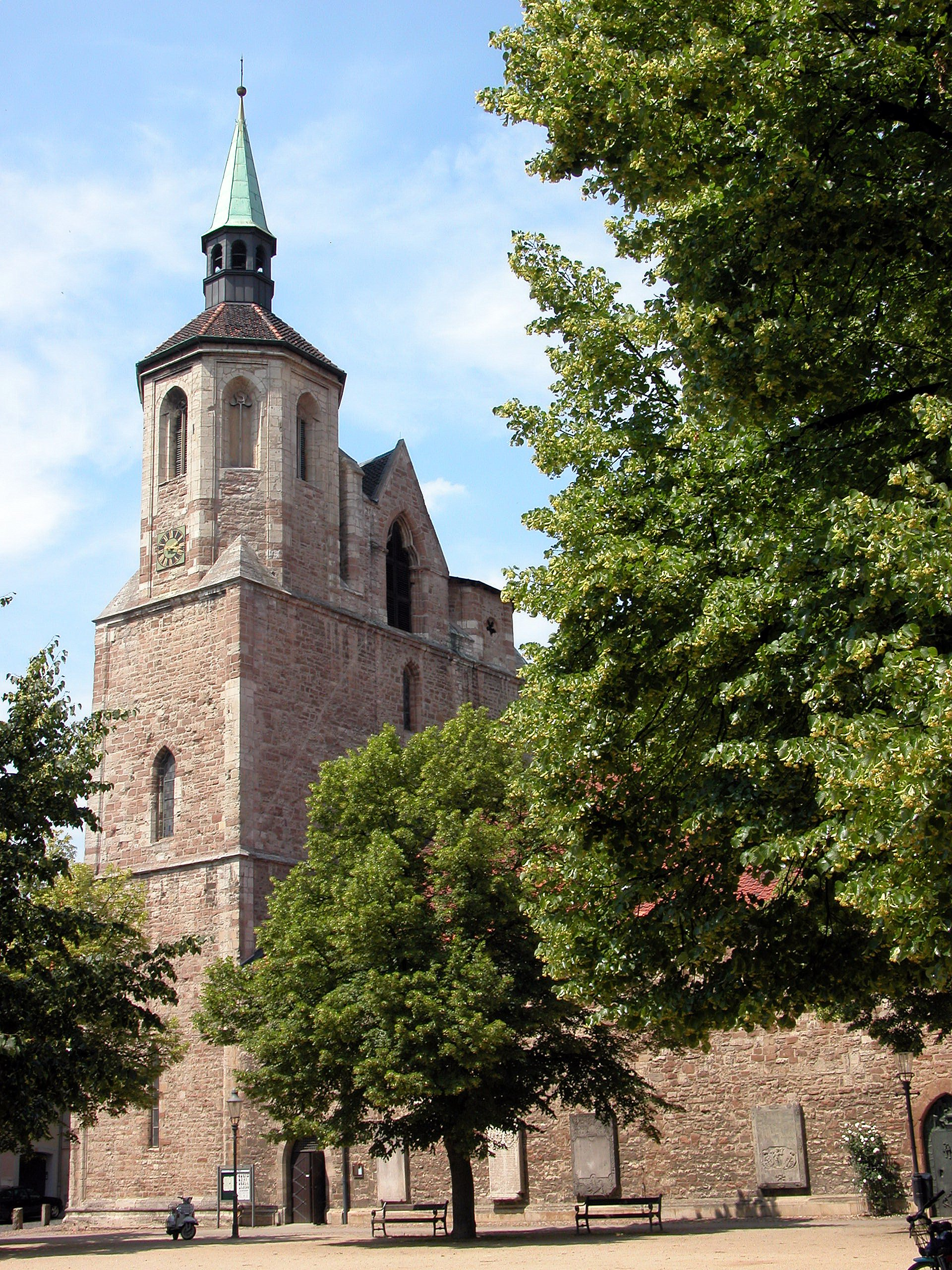
Chiesa di San Magno
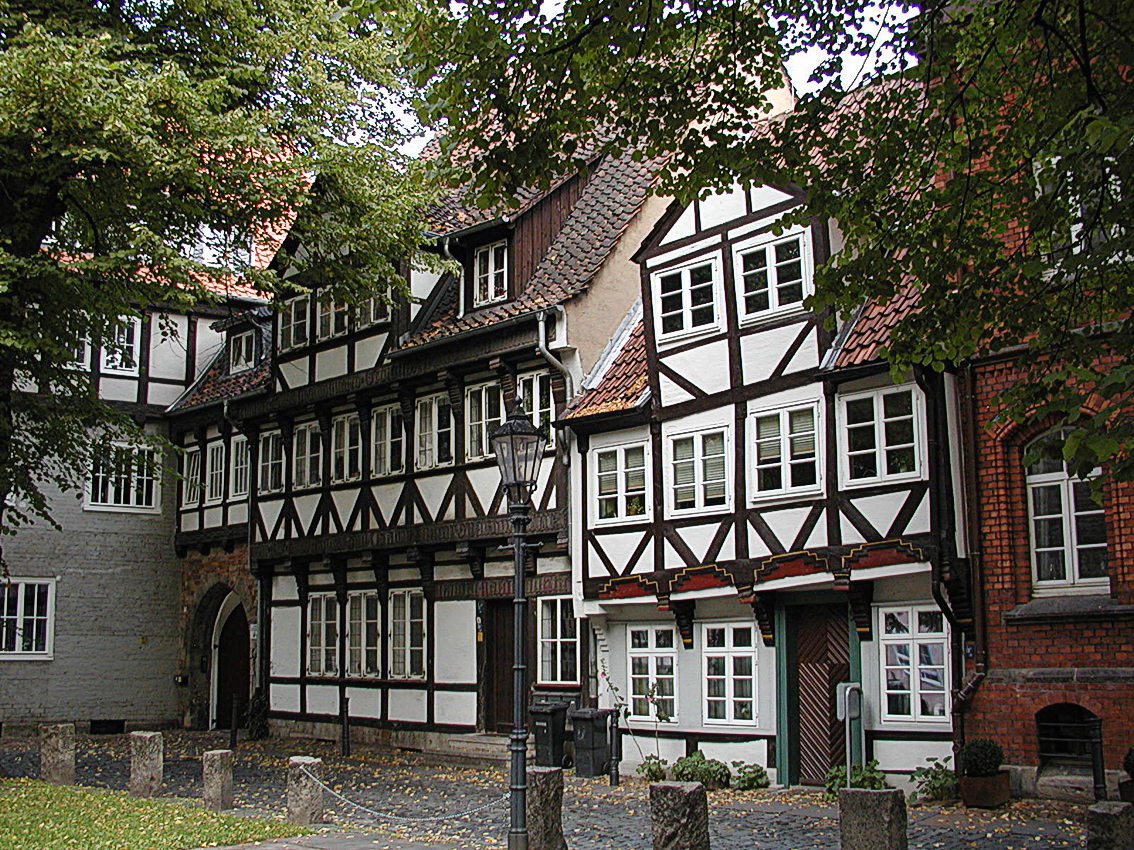
Magniviertel
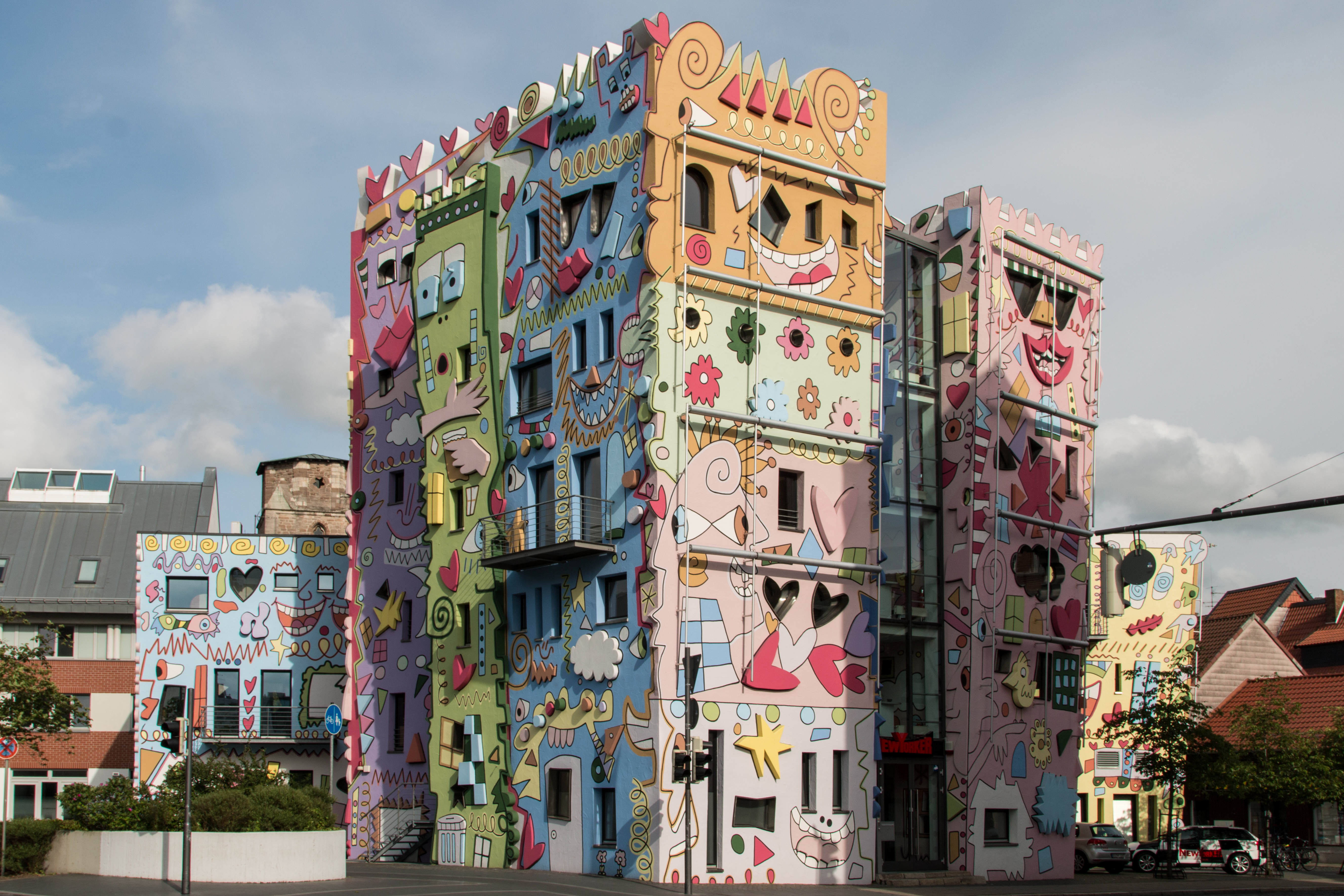
Happy Rizzi House
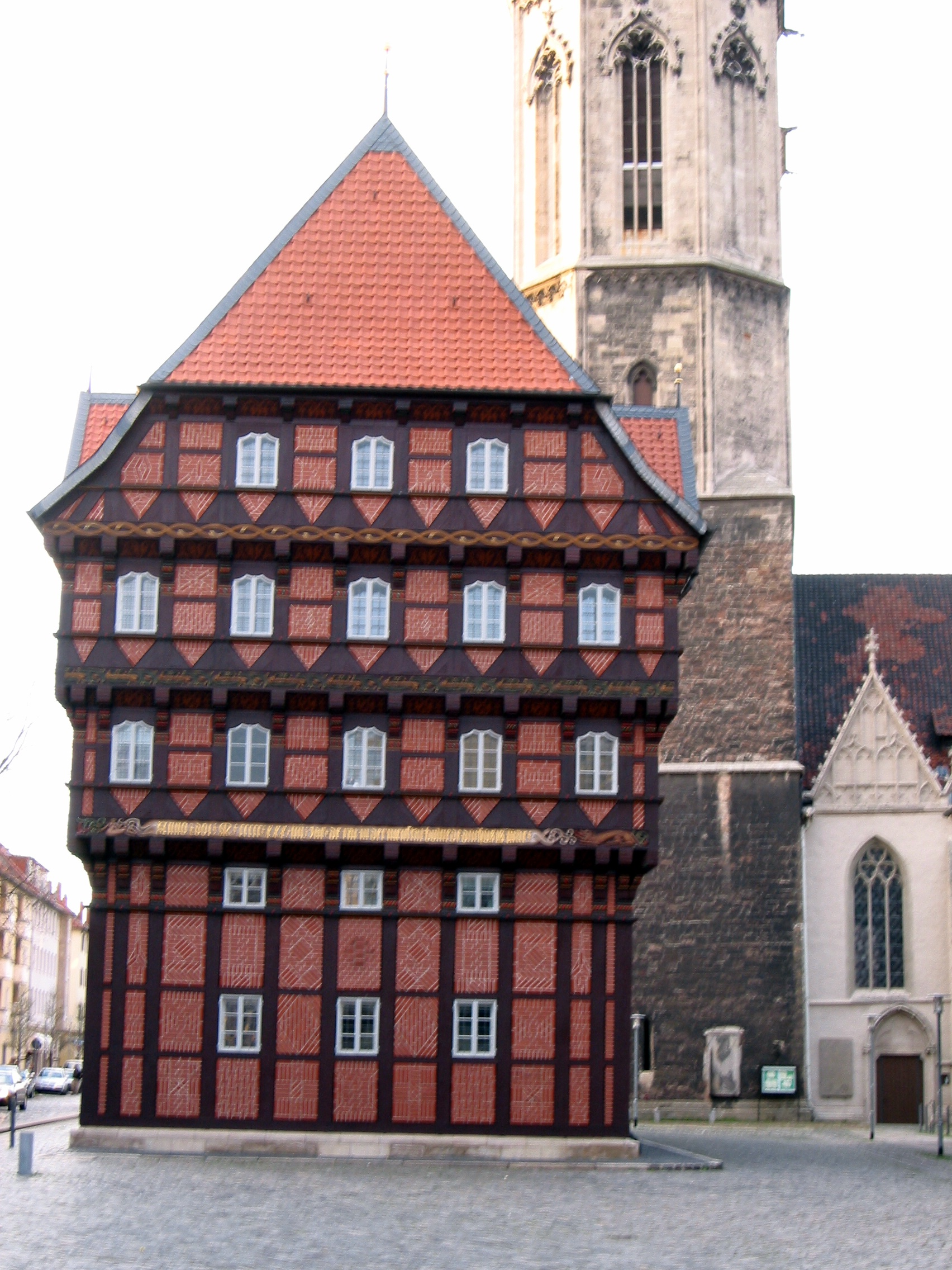
Alte Waage
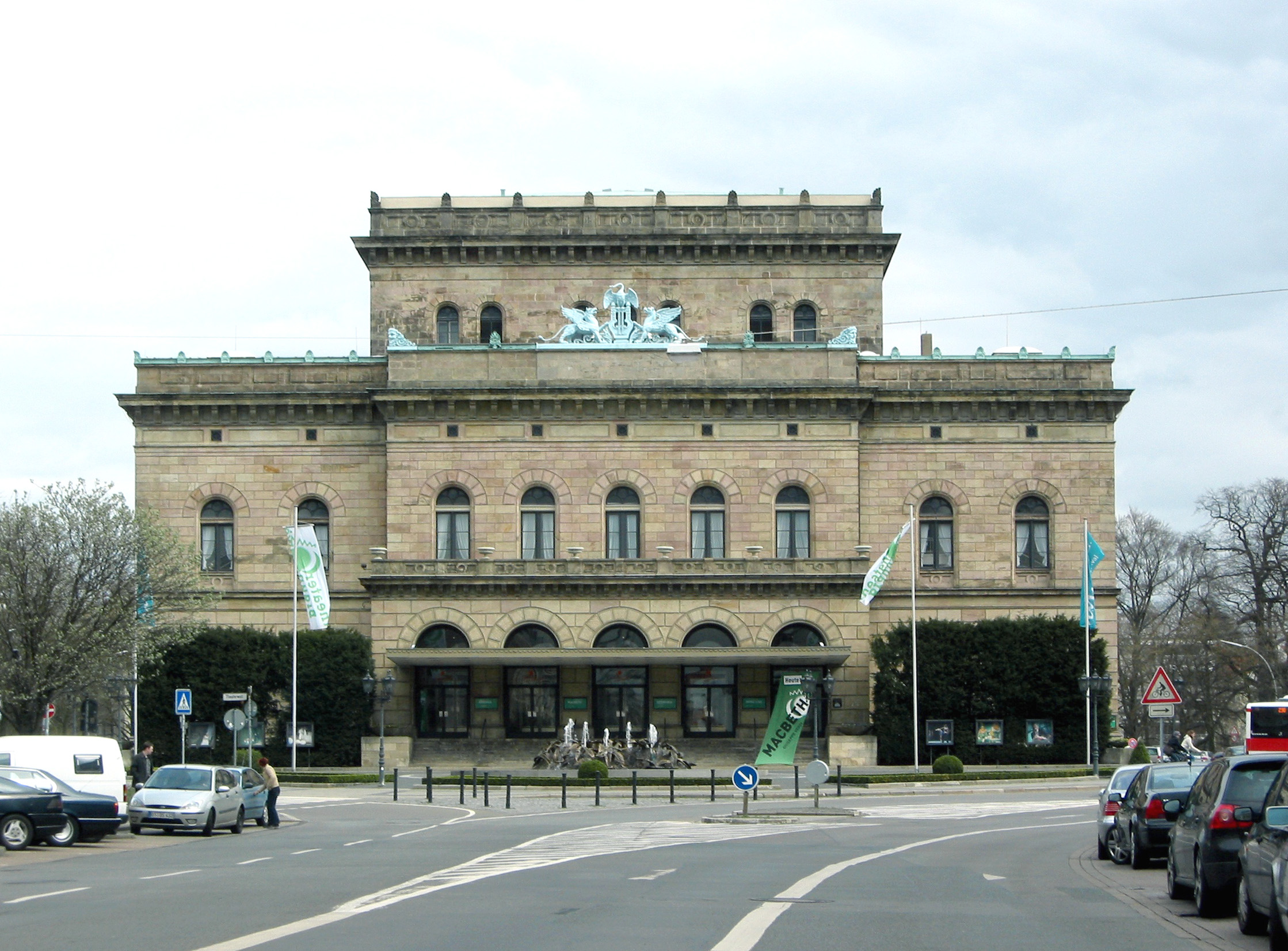
Teatro statale di Braunschweig
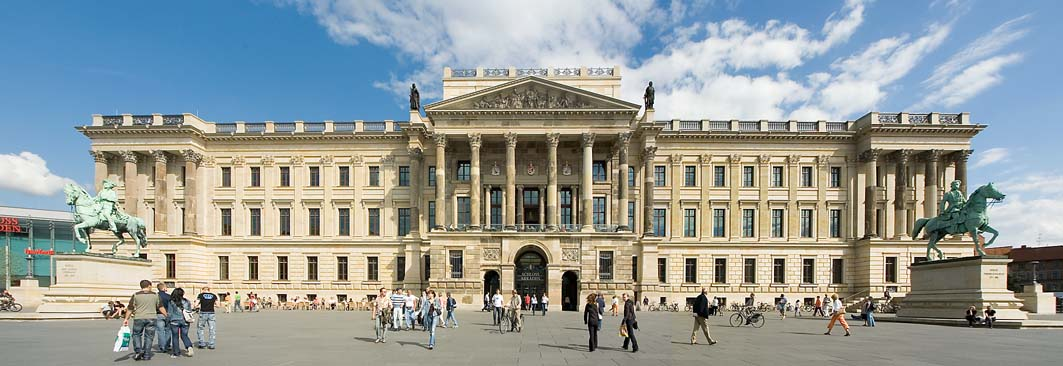
Il ricostruito Palazzo ducale di Braunschweig
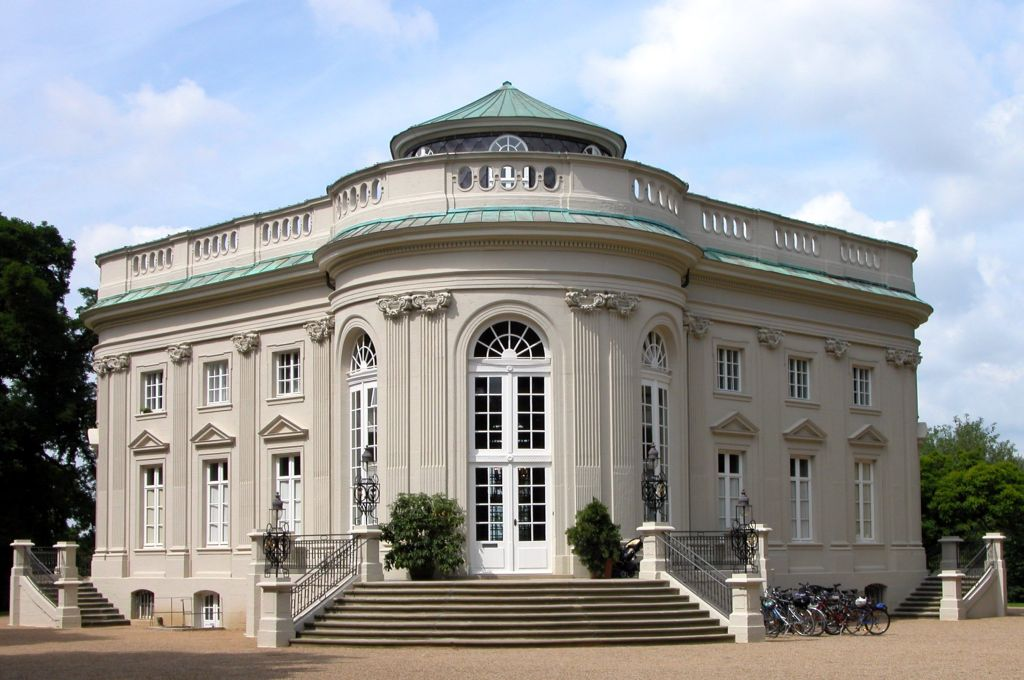
Palazzo Richmond
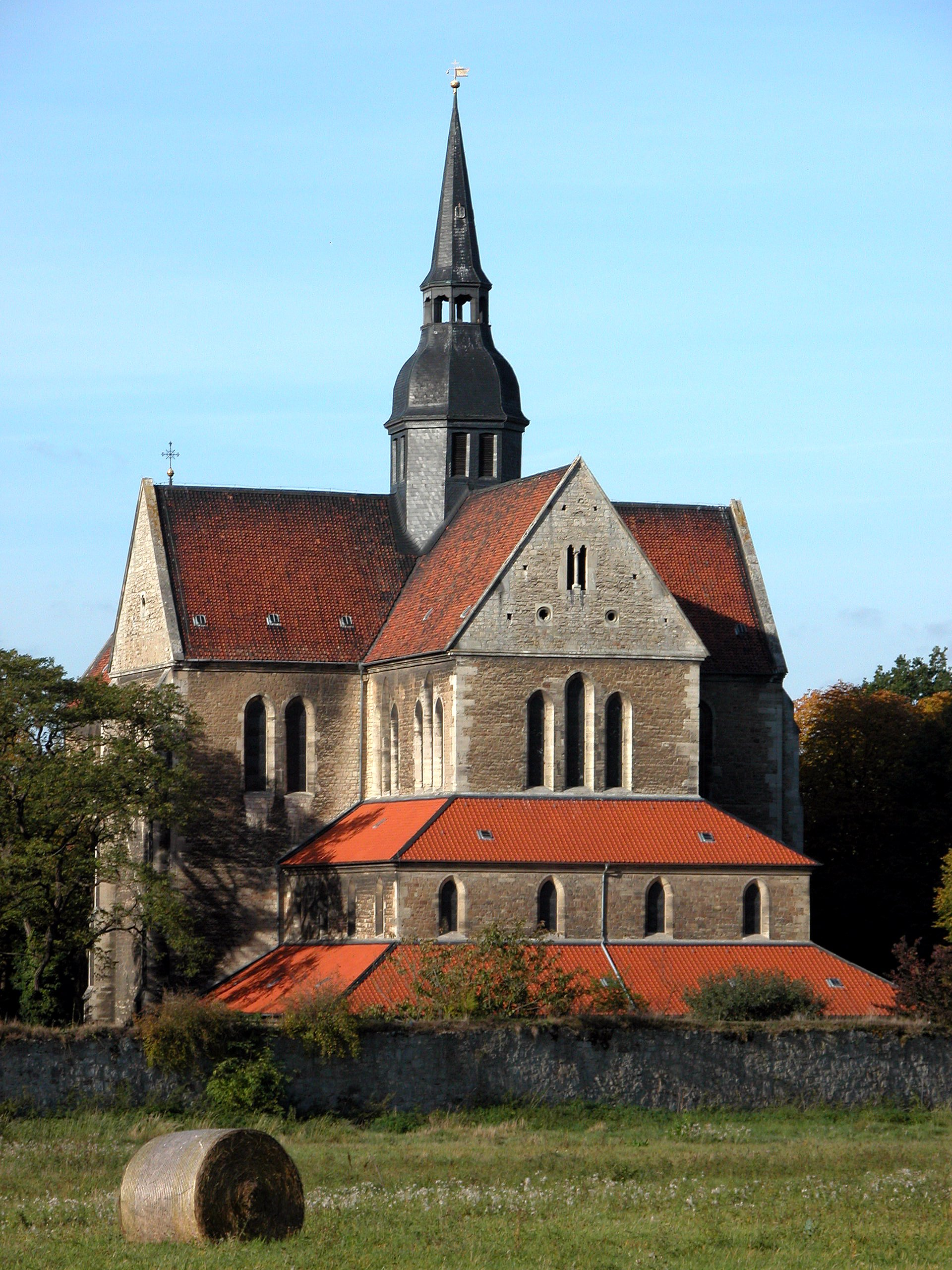
Abbazia di Riddagshausen

## Amministrazione

### Ex comuni incorporati
Nel 1931 ha incorporato il territorio del dissolto comune di Veltenhof.
Nel 1934 ha incorporato i territori dei dissolti comuni di Gliesmarode, Lehndorf, Melverode, Ölper, Querum, Riddagshausen e Rühme.
Il 1º marzo 1974 ha incorporato i territori dei dissolti comuni di Bevenrode, Bienrode, Broitzem, Dibbesdorf, Hondelage, Lamme, Mascherode, Rautheim, Rüningen, Schapen, Stöckheim bei Braunschweig, Thune, Timmerlah, Völkenrode, Volkmarode, Waggum, Watenbüttel e Wenden (già appartenenti al soppresso circondario di Braunschweig), di Harxbüttel (già appartenente al circondario di Gifhorn) e di Geitelde, Leiferde e Stiddien (già appartenente al circondario di Wolfenbüttel).

### Gemellaggi
Braunschweig è gemellata con le seguenti città:
- Bandung, dal 1960
- Nîmes, dal 1962
- Bath, dal 1971
- Susa, dal 1980
- Kiryat Tivon, dal 1985-86
- Magdeburgo, dal 1987
- Kazan', dal 1988 (Städtefreundschaft)
- Omaha, dal 1992 (Städtefreundschaft)
- Zhuhai, dal 2011